# 사타케 도표
군론에서 사타케 도표(영어: Satake diagram)는 반단순 리 군 또는 가약군의 구조를 나타내는 그래프의 일종이다. 딘킨 도표에 추가로 꼭짓점의 색깔(검은색 또는 흰색)과 흰 꼭짓점 위의 절대 갈루아 군의 작용을 그린 것이다.

## 정의
실수 반단순 리 대수 <matth>\mathfrak g</math>가 주어졌다고 하자. 대합 {\displaystyle \theta }에 대한 카르탕 분해
{\displaystyle {\mathfrak {g}}={\mathfrak {k}}\oplus {\mathfrak {p}}}
가 주어졌다고 하자. 즉, {\displaystyle {\mathfrak {g}}^{\mathbb {C} }}의 콤팩트 실수 형태는 {\displaystyle {\mathfrak {k}}\oplus \mathrm {i} {\mathfrak {p}}}이다. {\displaystyle {\mathfrak {p}}}의 극대 아벨 부분 리 대수 {\displaystyle {\mathfrak {a}}\subseteq {\mathfrak {p}}}를 고르고, {\displaystyle \theta }에 대하여 불변이며 {\displaystyle {\mathfrak {a}}}를 카르탕 부분 대수
{\displaystyle {\mathfrak {h}}\subseteq {\mathfrak {g}}}
를 고르자. 그렇다면, 근계
{\displaystyle \Delta ({\mathfrak {g}},{\mathfrak {h}})\subseteq {\mathfrak {h}}^{\vee }}
및 무게 공간
{\displaystyle {\mathfrak {g}}^{\mathbb {C} }={\mathfrak {h}}^{\mathbb {C} }\oplus \bigoplus _{\alpha \in \Delta ({\mathfrak {g}},{\mathfrak {h}})}{\mathfrak {g}}_{\alpha }}
를 정의할 수 있다. 그렇다면, 근들을 다음과 같은 두 종류로 분류할 수 있다.
- {\displaystyle {\mathfrak {a}}}에서 값이 0인 근.
- {\displaystyle {\mathfrak {a}}}에서 값이 0이 아닌 근. 이 위에는 갈루아 군 {\displaystyle \operatorname {Gal} (\mathbb {C} /\mathbb {R} )=\{\operatorname {id} ,z\mapsto {\bar {z}}\}}이 작용한다.

그렇다면, {\displaystyle {\mathfrak {g}}}의 사타케 도표는 {\displaystyle {\mathfrak {g}}}의 딘킨 도표에 다음과 같은 추가 구조를 더한 것이다.
- {\displaystyle {\mathfrak {a}}}에서 값이 0인 근에 대응되는 꼭짓점은 검게 칠한다.
- {\displaystyle {\mathfrak {a}}}에서 값이 0이 아닌 근에 대응되는 꼭짓점은 희게 칠한다.
- 갈루아 군의 작용에 대하여 같은 궤도에 있는 두 흰 꼭짓점은 화살표로 잇는다.

보다 일반적으로, 임의의 체 위에 정의된 가약군에 대하여 사타케 도표를 정의할 수 있다. 이 경우, 흰 꼭짓점 위에는 해당 체의 절대 갈루아 군이 작용하게 된다.

## 예
콤팩트 실수 반단순 리 대수의 사타케 도표에서는 모든 꼭짓점이 검다.
분할 실수 반단순 리 대수의 사타케 도표에서는 모든 꼭짓점이 희며, 아무런 화살표도 없다 (즉, 갈루아 군의 작용은 항등 함수이다). 

## 역사
사타케 이치로(일본어: 佐武 一郎, 1927〜2014)가 1960년에 도입하였다.